# It's a Wonderful Life (album)
Pour le film de Frank Capra, voir La vie est belle (film, 1946).
Albums de Sparklehorse
Distorded Ghost EP
(2000) Dreamt for Light Years in the Belly of a Mountain
(2006)
It's a Wonderful Life est le 3e album de Sparklehorse, sorti en 2001.

## Liste des chansons
Toutes les chansons sont de Mark Linkous sauf précision ci-dessous.
1. It's a Wonderful Life – 2:59
2. Gold Day – 4:14
3. Piano Fire – 2:43
4. Sea of Teeth – 4:29
5. Apple Bed – 4:54
6. King of Nails – 4:18
7. Eyepennies – 5:27
8. Dog Door (Brennan/Linkous/Waits) – 2:46
9. More Yellow Birds – 4:53
10. Little Fat Baby (Chesnutt/Linkous) – 3:40
11. Devil's New – 3:32
  - absent de la version européenne.
12. Comfort Me – 5:01
13. Babies on the Sun – 4:37
14. Morning Hollow [hidden track] – 7:26